# Xántus János Állatkert
A győri Xántus János Állatkert Xántus János természettudósról kapta a nevét. Kezdetben elsősorban a hazai faunát kívánta bemutatni, napjainkban azonban igazi állatkertként minden földrész képviselteti magát. Gyűjteményében különösen hangsúlyos az afrikai állatok aránya.

## Története
A győri állatkert elődje a Püspök-erdőben, az erdészeti fatelep mellett jött létre 1959-ben, mint vadaspark. Kezdeti célja az volt, hogy bemutassa a hazai vadállományt. A vadaspark további fejlesztésének az szabott határt, hogy az 1966-os dunai árvíz elöntötte a területét. Az akkor élt állatok nagy része elpusztult. A többi állatot pedig magánbirtokon helyezték el ideiglenesen. A katasztrófát követően a város vezetői elhatározták, hogy Győrnek egy biztonságos területen elhelyezkedő vadasparkra van szüksége.
Az elhatározást hamarosan a terület kijelölése és az alapozó munkák, megkezdése követte. A jelenlegi helyén, 1967. május 1-jén jött létre a Május 1. park, hat hektáros területén. Háromhektáros területen a vadaspark helyezkedett el és a hasonló méretű vidámpark is helyet kapott. Az elérendő cél továbbra sem változott: a hazai vadon élő, őshonos állatok bemutatása. A növekvő látogatói igény ösztönző hatására a vadaspark állatállományát egzotikus fajokkal bővítették.
A vadaspark 1985-ben állatkertté alakult. 1988-ban egy akvárium és terráriumház létesült, ahol halakat, kétéltűeket és hüllőket mutattak be. Utána a meglévő kifutók felújítása következett.Az újabb cél, hogy kis területen minél több állatot mutassanak be nem bizonyult sikeresnek. Az állatkert állatállománya nőtt, de a tartási körülményekben nem történt javulás. Sajnálatos módon a következő időszakban is ez a tendencia volt a jellemző. Ez 1996-ig romlott, míg megkérdőjelezték az állatkert állattartásra való alkalmasságát.
1997-ben vezetőváltás és ezzel gyökeres fordulat következett be az állatkert életében. Számos állatfajtól megvált az intézmény, hogy a megmaradt állatállomány részére tágasabb kifutókat tudjon biztosítani. Ennek szellemében elkészült a Gibbon-sziget ahova már új fajként költözhetett be a két fiatal gibbon. Az 1999-es évben sivatagi hiúzok, vöröshomlokú makik, mókus- és selyemmajmok érkeztek. Természetesen az újonnan érkezett egyedek új kifutói mellett a régi tartóhelyek korszerűsítése sem állt meg. 2000-ben új házba költözött a Magyarországon először itt látható törpe víziló, aki a Európai Fajmegmentési Program keretében egy külföldi állatkertből érkezett. 2001-ben épült a tágas Afrika-kifutó, ahol zebrák, antilopok és egy recés zsiráf kapott elhelyezést. A fejlesztések nem álltak meg, ezt jól példázza a „ragadozósor” rácserdőinek felszámolása, melyek helyét korszerű és tágas kifutók vették át. Így 2002-ben méltó helyet biztosítottak a tigriseknek, oroszlánoknak és medvéknek. 2003-ban a kapucinusmajmok vehették birtokba új, tágas otthonukat. 2004-ben sikerült átadni az Afrika-házat is, ahol többek között a csimpánzokat is elhelyezték. 2005-ben további három hektárral bővült az állatkert területe. A volt vidámparki területen megkezdődtek a munkálatok, ahol patás-karámok kialakítása volt a cél. Erre a területre erdei sétaút került, piknikező helyekkel, őzekkel, dámokkal, skót felföldi marhákkal és tevékkel. Még ebben az évben hozzákezdtek az új Zsiráf– és Zebraház építéséhez is, valamint a Terráriumház korszerűsítéséhez. 2007-ben a negyvenéves állatkert befejezte megkezdett munkálatait, házait, kifutóit. A zsiráfok, antilopok, zebrák új házukban a téli hónapokban is látogathatók. A Dél-Amerika ház lakói a tapírok, lajhárok, pampanyulak, vízidisznók hamar belakták új korszerű otthonukat. 2008-ban megújult a törpevíziló-ház és új helyre költözött a vöröshomlokú makik kibővült csapata is. Megkezdődött a Terrárium-tó felújítása is. Az Állatkert fontosnak tartja a hazai állatvilág védelmét is. Ennek érdekében 2008-ban jelentős beruházásként egy 30 m hosszú madár-rehabilitáló röpdét épített.
A Modern Városok Program keretében új főbejárat és fogadóépület, zsiráfház fejlesztés, csimpánzház, pingvinbemutató, elefánt-ház, valamint Állategészségügyi Központ is létesült.

## Zoológiai gyűjteménye
Az állatok az élőhelyüknek megfelelő környezetben láthatók. Területileg és fajszámot tekintve is az afrikai állatok teszik ki a legnagyobb részt, ezt követi a dél-amerikai, illetve ázsiai gyűjtemény. A Terráriumház kivételt képez ez alól, mert ott több kontinens trópusi flórája és faunája található meg jelenleg.

### Dél-Amerika-ház és környéke
A 2019-ben átadott bejárattól indulva először a Dél-Amerika bemutatóhoz érkezünk. Az első kifutó a sörényes hangyászé, a következő röpdében skarlát íbíszek élnek. A közelben a tengerimalacok férőhelye létesült. Ezután a tapírok, vízidisznók és nagy marák tágas kifutója látható, míg ezzel szemben az ormányos medvék tanyáznak. A mellettük lévő kifutóban élnek a lámák. A Dél-Amerika-ház egyik oldalán a kétujjú lajhárok és a zöld leguánok kifutója létesült. A szemközt található két kifutó lakói az Apella csuklyásmajmok és a közönséges mókusmajmok. Itt láthatók egy szigeten az ázsiai bóbitás gibbonok.

### Afrika élővilága
A gibbonok melletti kifutóban huszármajmok élnek. Tovább haladva az oroszlánkifutóhoz és azzal szemben a galléros páviánok, sörényes juhok, varacskos disznók közös kifutójához érkezünk. A szomszéd kifutó lakói a hazánkban csak itt látható hiénakutyák.
Az oroszlánok mellett található a 2019-ben átadott zsiráf-és orrszarvúház. A házban és a hozzá tartozó tágas kifutóban két Rothschild-zsiráf, a szomszéd férőhelyeken a Magyarországon csak itt élő keskenyszájú orrszarvúak laknak. Az afrikai szavannák élővilágát terjedelmes kifutó mutatja be, ahol a zebrák, vörös bivalyok, jávorantilopok, fekete lóantilopok és fakó lóantilopok élnek. A mellettük lévő kifutóban szitutungák és struccok láthatók. Élnek még a környéken alföldi anoák, dámvadak, kétpúpú tevék, és dromedárok., melyek a dromedárok kivételével nem Afrikában élnek.
A közelben lettek elhelyezve a háziállatok: kameruni törpekecskék, házi juhok, házi szamarak.
Az állatkert logójában is látható törpe vízilovak kifutója a következő állomás. A mellettük lévő kifutóban élnek a marabuk és a sarkantyús teknősök. A közelben találhatóak a vöröslábú kígyászdarvak.
A 2020-ban felújított csimpánzházban és tágas kifutójában a csimpánzok nyolcfős csapata él. 

### Akvárium és terráriumház
Az akvárium és terráriumházban a következő fajok élnek: tompaorrú krokodilk, királypitonk, kockás pitonok, tigrispitonok, görög teknősk, mór teknősök, szavanna varánuszok, nílusi repülőkutyák, farksodrók, Liszt-majmocskák, fehérpamacsos selyemmajomok és számos hal faj. A ház oldalán a rózsás flamingók tava látható. A következő kifutóban Bennett-kenguruk, a közelükben pedig emuk élnek.

### Ázsia élővilága
Ázsia élővilágával többségében az állatkert végén találkozhatunk. Először az örvös medvék kifutója aztán a fehér bengáli tigrisek lakrésze következik ezután az ázsiai kiskarmú vidrákhoz érkezünk.